# Груица (Долж)
Груица (рум. Gruița) насеље је у Румунији у округу Долж у општини Гојешти. Oпштина се налази на надморској висини од 233 m.

## Становништво
Према подацима из 2002. године у насељу је живело 3 становника.